# Heinrich Böhle
Johann Heinrich Wilhelm Böhle (* 25. März 1847 in Sachsenberg; † 22. August 1925 ebenda) war ein deutscher Kaufmann und Politiker.
Böhle war der Sohn des Ackermannes und Kaufmannes Daniel Böhle (1821–1879) und dessen Ehefrau Johannette Marie Margarethe geborene Hetzler (1824–1920). Er heiratete am 8. Februar 1874 in Sachsenberg Mathilde Eleonore Emma Paul (1846–1915). Böhle war Kaufmann in Sachsenberg. 1887 bis 1905 sowie 1908 bis 1919 gehörte er für den Wahlkreis Kreis des Eisenbergs, dem Landtag des Fürstentums Waldeck-Pyrmont an. Er war Mitglied der NLP.